# Makin’ Time
Makin' Time war eine britische Mod-Band aus der Region Wolverhampton. Der Bassist Martin Blunt wurde später als Mitglied von The Charlatans bekannt.

## Bandgeschichte
Makin' Time wurde 1984 gegründet. Die Debüt-Single Here Is My Number wurde produziert von Pat Collier, der zuvor ein Album von Katrina and the Waves produziert hatte. Der große Durchbruch blieb Makin' Time aber verwehrt. Zwei Jahre und zwei Studioalben später löste sich die Gruppe auf.
Martin Blunt spielte danach bei The Gift Horses und gründete 1988 die Charlatans. Fay Hallam war zusammen mit Blunt bei The Gift Horses, danach sowohl bei The Prime Movers und Phaze! als auch solo unter dem Namen "The Fay Hallam Trinity" tätig. Mark Gounden gründete später die Powerpop Formation "The Upper Fifth".

## Mitglieder
- Orgel, Gesang: Fay Hallam
- Bass: Martin Blunt
- Gitarre, Gesang: Mark Gounden
- Schlagzeug: Neil Clitheroe

## Diskografie

### Alben
- 54321GO! The Countdown Compilation (Sampler), 1985
- Rhythm 'n' Soul, 1985
- No Lumps of Fat or Gristle Guaranteed, 1986
- Unchain My Heart (nur Deutschland), 1988
- Time Trouble and Money (Live), 1987
- Rhythm: The Complete Countdown Recordings, 2003
- Makin' Time Vol 2: No Lumps of Fat or Gristle Guaranteed, 2009

### Singles
- Here Is My Number, 1985
- Feels Like It's Love, 1985
- Pump It Up, 1986